# Благодатна (Липецька область)
Благодатна (рос. Благодатная) — присілок у Хлевенському районі Липецької області Російської Федерації.
Населення становить 7  осіб. Належить до муніципального утворення Фоміно-Негачевська сільрада.

## Історія
З 13 червня 1934 до 1954 року у складі Воронезької області. Відтак входить до складу Липецької області.
Згідно із законом від 2 липня 2004 року №114-оз органом місцевого самоврядування є Фоміно-Негачевська сільрада.

## Населення
| 2009 | 2010 |
| ---- | ---- |
| 6    | ↗7   |